# The Rockin' Vickers
I Rockin' Vickers (chiamati anche Rockin' Vicars) sono un gruppo rock inglese formatosi negli anni sessanta. Originariamente chiamati  Rev Black and The Rockin' Vicars, sono conosciuti soprattutto perché ne ha fatto parte Lemmy Kilmister, diventato poi il leader della band heavy metal Motörhead.

## Formazione

### 1963-1964
- Harry "Reverend Black" Feeney: voce
- Alex Hamilton: chitarra
- Peter Moorhouse: basso
- Cyril "Ciggy" Shaw: batteria

### 1964-1965
- Harry Feeney: voce
- Ian Holdbrook: chitarra / armonica
- Nicholas Gribbon: chitarra
- Stephen "Mogsy" Morris: basso
- Cyril Shaw: batteria

### 1965-1967
- Harry Feeney: voce
- Ian "Lemmy" Kilmister: chitarra
- Jeff Carter: chitarra
- Stephen Morris: basso
- Cyril Shaw: batteria

## Discografia

### Singoli
- I Go Ape/Someone Like You, 1964, Regno Unito
- Stella / Zing! Went The Strings Of My Heart, 1966, Finlandia
- Stella / Zing! Went The Strings Of My Heart, 1966, Irlanda
- It's Alright / Stay By Me, 1966, Regno Unito
- Dandy / I Don't Need Your Kind, 1966, Regno Unito
- Dandy / I Don't Need Your Kind, 1966, Stati Uniti

### Album
- The Complete: It's Alright, 2000 (raccolta)